# Stadion Neufeld
Das Stadion Neufeld ist ein Fussball- und Leichtathletikstadion, das im Neufeldquartier der Schweiz er Stadt Bern steht. Es ist die Spielstätte des Berner Fussballvereins FC Bern sowie der U21 des BSC Young Boys und zurzeit nach dem Stadion Wankdorf das zweitgrösste Fussballstadion der Stadt. Es umfasst 14'000 Plätze (11'000 Steh- und 3'000 Sitzplätze). Alle Sitzplätze sind überdacht, sämtliche Stehplätze befinden sich jedoch unter freiem Himmel. Im Jahr 1954 wurden die Leichtathletik-Europameisterschaften hier ausgetragen.
Während des Neubaus des Stade de Suisse Wankdorf nutzte auch die erste Mannschaft des BSC Young Boys von 2001 bis 2005 das Neufeld-Stadion. 2009 übernahm die Stade de Suisse AG Betrieb und Unterhalt der Anlage. Für die Jugendmannschaften des BSC Young Boys und den Breitensport wurden weitere Kunstrasen-Plätze (zwei grosse Fussballplätze, zwei kleine Trainingsfelder sowie ein Kunststoff-Basketballfeld) angelegt. Das Spielfeld des Hauptstadions besteht weiterhin aus Naturrasen.